# رينالدو والكوت
رينالدو والكوت هو عالم اجتماع كندي، ولد في 1965.